# 瓦尔波利切拉
瓦尔波利切拉（義大利語：Valpolicella，義大利語發音：[ˌvalpoliˈtʃɛlla]）是意大利維羅納省的一个葡萄栽培区。